# Fernaldia asperoglottis
Fernaldia asperoglottis är en oleanderväxtart som beskrevs av R. E. Woodson. Fernaldia asperoglottis ingår i släktet Fernaldia och familjen oleanderväxter. Inga underarter finns listade i Catalogue of Life.